# Verein für Leibesübungen von 1899 2019-2020
Questa voce raccoglie le informazioni riguardanti il Verein für Leibesübungen von 1899 nelle competizioni ufficiali della stagione 2019-2020.

## Stagione
Nella stagione 2019-2020 l'Osnabrück, allenato da Daniel Thioune, concluse il campionato di 2. Bundesliga al 13º posto. In Coppa di Germania l'Osnabrück fu eliminato al primo turno dal RB Lipsia.

## Rosa
| N. |                        | Ruolo | Calciatore            |
| -- | ---------------------- | ----- | --------------------- |
| 1  | Germania (bandiera)    | P     | Nils Körber           |
| 2  | Germania (bandiera)    | C     | Manuel Farrona-Pulido |
| 4  | Austria (bandiera)     | D     | Lukas Gugganig        |
| 5  | Kazakistan (bandiera)  | D     | Konstantin Engel      |
| 6  | Germania (bandiera)    | C     | Moritz Heyer          |
| 7  | Kosovo (bandiera)      | D     | Bashkim Ajdini        |
| 8  | Germania (bandiera)    | C     | Ulrich Taffertshofer  |
| 9  | Germania (bandiera)    | A     | Marcos Álvarez        |
| 10 | Marocco (bandiera)     | C     | Anas Ouahim           |
| 11 | Gambia (bandiera)      | A     | Assan Ceesay          |
| 13 | Paesi Bassi (bandiera) | D     | Joost van Aken        |
| 14 | Togo (bandiera)        | A     | Etienne Amenyido      |
| 16 | Germania (bandiera)    | D     | Thomas Konrad         |
| 17 | Croazia (bandiera)     | D     | Adam Sušac            |
| 18 | Germania (bandiera)    | D     | Maurice Trapp         |

| N. |                     | Ruolo | Calciatore         |
| -- | ------------------- | ----- | ------------------ |
| 19 | Germania (bandiera) | D     | Kevin Wolze        |
| 20 | Germania (bandiera) | A     | Marc Heider        |
| 21 | Germania (bandiera) | P     | Laurenz Beckemeyer |
| 22 | Germania (bandiera) | P     | Philipp Kühn       |
| 23 | Polonia (bandiera)  | C     | David Blacha       |
| 25 | Germania (bandiera) | C     | Sven Köhler        |
| 26 | Germania (bandiera) | C     | Sebastian Klaas    |
| 27 | Germania (bandiera) | D     | Felix Agu          |
| 29 | Germania (bandiera) | C     | Bryan Henning      |
| 30 | Germania (bandiera) | A     | Benjamin Girth     |
| 31 | Germania (bandiera) | C     | Niklas Schmidt     |
| 32 | Germania (bandiera) | P     | David Buchholz     |
| 34 | Germania (bandiera) | D     | Simon Haubrock     |
| 36 | Germania (bandiera) | D     | Jakob Duhme        |

## Organigramma societario
Area tecnica
- Allenatore: Daniel Thioune
- Allenatore in seconda: Tim Danneberg, Merlin Polzin
- Preparatore dei portieri: Rolf Meyer
- Preparatori atletici: Jan-Philipp Hestermann

## Calciomercato

### Sessione estiva
| Acquisti | Acquisti             | Acquisti         | Acquisti |
| R.       | Nome                 | da               | Modalità |
| -------- | -------------------- | ---------------- | -------- |
| D        | Joost van Aken       | Sheffield Weds   |          |
| D        | Lukas Gugganig       | Greuther Fürth   |          |
| A        | Kevin Friesenbichler | Austria Vienna   |          |
| P        | David Buchholz       | Straelen         |          |
| D        | Jakob Duhme          | Osnabrück U19    |          |
| C        | Nico Granatowski     | Meppen           |          |
| C        | Bryan Henning        | Wacker Innsbruck |          |
| C        | Moritz Heyer         | Hallescher       |          |
| C        | Sven Köhler          | Lippstadt 08     |          |
| C        | Niklas Schmidt       | Wehen Wiesbaden  |          |
| D        | Kevin Wolze          | Duisburg         |          |

| Cessioni | Cessioni       | Cessioni             | Cessioni |
| R.       | Nome           | a                    | Modalità |
| -------- | -------------- | -------------------- | -------- |
| C        | Kamer Krasniqi | Rehden               |          |
| D        | Tim Möller     | Sportfreunde Lotte   |          |
| A        | Luca Pfeiffer  | Kickers Würzburg     |          |
| A        | Steffen Tigges | Borussia Dortmund II |          |
| D        | Furkan Zorba   | Türkgücü             |          |

### Sessione invernale
| Acquisti | Acquisti     | Acquisti | Acquisti |
| R.       | Nome         | da       | Modalità |
| -------- | ------------ | -------- | -------- |
| A        | Assan Ceesay | Zurigo   |          |

| Cessioni | Cessioni             | Cessioni      | Cessioni |
| R.       | Nome                 | a             | Modalità |
| -------- | -------------------- | ------------- | -------- |
| A        | Kevin Friesenbichler | Sturm Graz    |          |
| C        | Nico Granatowski     | Hansa Rostock |          |

## Risultati

### 2. Bundesliga

#### Girone di andata
| Arbitro: | Stegemann |

|            |           |                                     |
| Ouahim 58’ | Marcatori | 74’ Griesbeck 89’ Leipertz 90’ Otto |

| Arbitro: | Badstübner |

|  |           |             |
|  | Marcatori | 78’ Álvarez |

| Arbitro: | Ittrich |

|                                               |           |  |
| Amenyido 16’ Wolze 51’ Ouahim 72’ Álvarez 79’ | Marcatori |  |

| Arbitro: | Waschitzki-Günther |

|          |           |  |
| Geis 80’ | Marcatori |  |

| Arbitro: | Bacher |

|                                      |           |  |
| Álvarez 22’, 48’ (rig.) van Aken 80’ | Marcatori |  |

| Arbitro: | Siewer |

|              |           |  |
| Baumgart 40’ | Marcatori |  |

| Arbitro: | Petersen |

|           |           |              |
| Wolze 12’ | Marcatori | 22’ Miyaichi |

| Arbitro: | Cortus |

|                        |           |  |
| Dams 23’ Schäffler 83’ | Marcatori |  |

| Arbitro: | Schmidt |

|  |           |                |
|  | Marcatori | 57’ Voglsammer |

| Hannover 20 ottobre 2019, ore 13:30 CEST 10ª giornata | Hannover 96 | 0 – 0 referto | Osnabrück | HDI Arena (37 600 spett.)\| Arbitro: \| Badstübner \| |
| Arbitro:                                              | Badstübner  |               |           |                                                       |

| Osnabrück 27 ottobre 2019, ore 13:30 CEST 11ª giornata | Osnabrück          | 0 – 0 referto | Greuther Fürth | Stadion an der Bremer Brücke (13 386 spett.)\| Arbitro: \| Waschitzki-Günther \| |
| Arbitro:                                               | Waschitzki-Günther |               |                |                                                                                  |

| Arbitro: | Kampka |

|                                        |           |                            |
| Schneider 34’ Grüttner 43’ Okoroji 53’ | Marcatori | 49’ Álvarez 63’, 72’ Heyer |

| Arbitro: | Winter |

|            |           |  |
| Álvarez 4’ | Marcatori |  |

| Arbitro: | Kempkes |

|         |           |                    |
| Blum 2’ | Marcatori | 45’ (rig.) Schmidt |

| Arbitro: | Reichel |

|                        |           |            |
| Schmidt 37’ Blacha 45’ | Marcatori | 64’ Kittel |

| Arbitro: | Sather |

|                              |           |                                                |
| Serra 10’ Mühling 42’ (rig.) | Marcatori | 31’ (rig.), 48’ Álvarez 63’ Blacha 77’ Henning |

| Arbitro: | Rohde |

|                                  |           |  |
| Heyer 41’ Schmidt 54’ Ajdini 78’ | Marcatori |  |

#### Girone di ritorno
| Arbitro: | Bacher |

|                                   |           |             |
| Leipertz 21’ Kleindienst 66’, 89’ | Marcatori | 76’ Henning |

| Arbitro: | Gerach |

|            |           |                                      |
| Ajdini 46’ | Marcatori | 45’ (rig.) Paqarada 60’, 83’ Behrens |

| Arbitro: | Koslowski |

|                       |           |                              |
| Dursun 35’ Platte 83’ | Marcatori | 42’ (rig.) Álvarez 77’ Girth |

| Arbitro: | Reichel |

|  |           |             |
|  | Marcatori | 60’ Behrens |

| Arbitro: | Badstübner |

|             |           |             |
| Hofmann 45’ | Marcatori | 90’ Álvarez |

| Osnabrück 21 febbraio 2020, ore 18:30 CET 23ª giornata | Osnabrück | 0 – 0 referto | Erzgebirge Aue | Stadion an der Bremer Brücke (14 014 spett.)\| Arbitro: \| Thomsen \| |
| Arbitro:                                               | Thomsen   |               |                |                                                                       |

| Arbitro: | Siebert |

|                                        |           |            |
| Veerman 23’ Sobota 35’ Diamantakos 48’ | Marcatori | 76’ Ajdini |

| Arbitro: | Kempkes |

|                    |           |                                                         |
| Girth 3’ Heyer 45’ | Marcatori | 5’, 26’, 45’ Schäffler 7’ Dittgen 15’ Aigner 90’ Kyereh |

| Arbitro: | Osmers |

|                 |           |             |
| Klos 17’ (rig.) | Marcatori | 90’ Álvarez |

| Arbitro: | Jablonski |

|                               |           |                                                           |
| Ceesay 6’ (rig.) Amenyido 47’ | Marcatori | 11’ (aut.) van Aken 75’ (rig.), 80’ Ducksch 85’ Haraguchi |

| Arbitro: | Reichel |

|  |           |                       |
|  | Marcatori | 9’ Blacha 58’ Schmidt |

| Arbitro: | Winter |

|                  |           |                                 |
| Álvarez 67’, 70’ | Marcatori | 8’ Stolze 37’ (rig.) Besuschkow |

| Stoccarda 7 giugno 2020, ore 13:30 CEST 30ª giornata | Stoccarda | 0 – 0 referto | Osnabrück | Mercedes-Benz Arena (0 spett.)\| Arbitro: \| Welz \| |
| Arbitro:                                             | Welz      |               |           |                                                      |

| Arbitro: | Steinhaus-Webb |

|  |           |                                     |
|  | Marcatori | 22’ (aut.) Gugganig 68’ Wintzheimer |

| Arbitro: | Thomsen |

|            |           |           |
| Harnik 35’ | Marcatori | 57’ Heyer |

| Arbitro: | Stieler |

|                                                      |           |                     |
| Heyer 3’ Ajdini 24’ Gugganig 51’ (rig.) Amenyido 86’ | Marcatori | 78’ (aut.) Gugganig |

| Arbitro: | Reichel |

|                            |           |                        |
| Terrazzino 23’ Schmidt 59’ | Marcatori | 76’ Ouahim 80’ Schmidt |

### Coppa di Germania
| Arbitro: | Stieler |

|                                |           |                                  |
| Amenyido 9’ Álvarez 73’ (rig.) | Marcatori | 7’, 31’ Sabitzer 29’ Klostermann |

## Statistiche

### Statistiche di squadra
| Competizione      | Punti | In casa | In casa | In casa | In casa | In casa | In casa | In trasferta | In trasferta | In trasferta | In trasferta | In trasferta | In trasferta | Totale | Totale | Totale | Totale | Totale | Totale | DR |
| Competizione      | Punti | G       | V       | N       | P       | Gf      | Gs      | G            | V            | N            | P            | Gf           | Gs           | G      | V      | N      | P      | Gf     | Gs     | DR |
| ----------------- | ----- | ------- | ------- | ------- | ------- | ------- | ------- | ------------ | ------------ | ------------ | ------------ | ------------ | ------------ | ------ | ------ | ------ | ------ | ------ | ------ | -- |
| 2. Bundesliga     | 40    | 17      | 6       | 4       | 7       | 26      | 25      | 17           | 3            | 9            | 5            | 20           | 23           | 34     | 9      | 13     | 12     | 46     | 48     | -2 |
| Coppa di Germania | -     | 1       | 0       | 0       | 1       | 2       | 3       | 0            | 0            | 0            | 0            | 0            | 0            | 1      | 0      | 0      | 1      | 2      | 3      | -1 |
| Totale            | 40    | 18      | 6       | 4       | 8       | 28      | 28      | 17           | 3            | 9            | 5            | 20           | 23           | 35     | 9      | 13     | 13     | 48     | 51     | -3 |

### Andamento in campionato
| Giornata  | 1  | 2 | 3 | 4 | 5 | 6 | 7 | 8  | 9  | 10 | 11 | 12 | 13 | 14 | 15 | 16 | 17 | 18 | 19 | 20 | 21 | 22 | 23 | 24 | 25 | 26 | 27 | 28 | 29 | 30 | 31 | 32 | 33 | 34 |
| --------- | -- | - | - | - | - | - | - | -- | -- | -- | -- | -- | -- | -- | -- | -- | -- | -- | -- | -- | -- | -- | -- | -- | -- | -- | -- | -- | -- | -- | -- | -- | -- | -- |
| Luogo     | C  | T | C | T | C | T | C | T  | C  | T  | C  | T  | C  | T  | C  | T  | C  | T  | C  | T  | C  | T  | C  | T  | C  | T  | C  | T  | C  | T  | C  | T  | C  | T  |
| Risultato | P  | V | V | P | V | P | N | P  | P  | N  | N  | N  | V  | N  | V  | V  | V  | P  | P  | N  | P  | N  | N  | P  | P  | N  | P  | V  | N  | N  | P  | N  | V  | N  |
| Posizione | 16 | 9 | 3 | 7 | 4 | 7 | 8 | 11 | 13 | 13 | 15 | 15 | 9  | 11 | 9  | 5  | 5  | 6  | 9  | 8  | 9  | 10 | 10 | 11 | 12 | 13 | 13 | 13 | 14 | 13 | 14 | 14 | 13 | 13 |

Legenda:

Luogo: C = Casa; T = Trasferta. Risultato: V = Vittoria; N = Pareggio; P = Sconfitta.

### Statistiche dei giocatori
| Giocatore         | 2. Bundesliga | 2. Bundesliga | 2. Bundesliga | 2. Bundesliga | Coppa di Germania | Coppa di Germania | Coppa di Germania | Coppa di Germania | Totale   | Totale | Totale      | Totale     |
| Giocatore         | Presenze      | Reti          | Ammonizioni   | Espulsioni    | Presenze          | Reti              | Ammonizioni       | Espulsioni        | Presenze | Reti   | Ammonizioni | Espulsioni |
| ----------------- | ------------- | ------------- | ------------- | ------------- | ----------------- | ----------------- | ----------------- | ----------------- | -------- | ------ | ----------- | ---------- |
| F. Agu            | 28            | 0             | 3             | 0             | 1                 | 0                 | 0                 | 0                 | 29       | 0      | 3           | 0          |
| B. Ajdini         | 29            | 4             | 3             | 0             | 0                 | 0                 | 0                 | 0                 | 29       | 4      | 3           | 0          |
| E. Amenyido       | 20            | 3             | 3             | 1             | 1                 | 1                 | 0                 | 0                 | 21       | 4      | 3           | 1          |
| M. Augé           | 0             | 0             | 0             | 0             | 0                 | 0                 | 0                 | 0                 | 0        | 0      | 0           | 0          |
| L. Beckemeyer     | 1             | 0             | 0             | 0             | 0                 | 0                 | 0                 | 0                 | 1        | 0      | 0           | 0          |
| D. Blacha         | 32            | 3             | 2             | 1             | 1                 | 0                 | 0                 | 0                 | 33       | 3      | 2           | 1          |
| D. Buchholz       | 0             | 0             | 0             | 0             | 0                 | 0                 | 0                 | 0                 | 0        | 0      | 0           | 0          |
| A. Ceesay         | 11            | 1             | 3             | 1             | 0                 | 0                 | 0                 | 0                 | 11       | 1      | 3           | 1          |
| J. Duhme          | 0             | 0             | 0             | 0             | 0                 | 0                 | 0                 | 0                 | 0        | 0      | 0           | 0          |
| K. Engel          | 4             | 0             | 0             | 0             | 0                 | 0                 | 0                 | 0                 | 4        | 0      | 0           | 0          |
| M. Farrona-Pulido | 7             | 0             | 0             | 0             | 0                 | 0                 | 0                 | 0                 | 7        | 0      | 0           | 0          |
| K. Friesenbichler | 6             | 0             | 1             | 0             | 1                 | 0                 | 0                 | 0                 | 7        | 0      | 1           | 0          |
| B. Girth          | 18            | 2             | 0             | 0             | 1                 | 0                 | 0                 | 0                 | 19       | 2      | 0           | 0          |
| N. Granatowski    | 4             | 0             | 0             | 0             | 0                 | 0                 | 0                 | 0                 | 4        | 0      | 0           | 0          |
| L. Gugganig       | 20            | 1             | 4             | 0             | 1                 | 0                 | 0                 | 0                 | 21       | 1      | 4           | 0          |
| S. Haubrock       | 0             | 0             | 0             | 0             | 0                 | 0                 | 0                 | 0                 | 0        | 0      | 0           | 0          |
| M. Heider         | 30            | 0             | 1             | 0             | 1                 | 0                 | 0                 | 0                 | 31       | 0      | 1           | 0          |
| B. Henning        | 21            | 2             | 2             | 0             | 0                 | 0                 | 0                 | 0                 | 21       | 2      | 2           | 0          |
| M. Heyer          | 33            | 6             | 4             | 0             | 1                 | 0                 | 0                 | 0                 | 34       | 6      | 4           | 0          |
| S. Klaas          | 8             | 0             | 1             | 0             | 0                 | 0                 | 0                 | 0                 | 8        | 0      | 1           | 0          |
| T. Konrad         | 0             | 0             | 0             | 0             | 1                 | 0                 | 0                 | 0                 | 1        | 0      | 0           | 0          |
| S. Köhler         | 17            | 0             | 2             | 0             | 0                 | 0                 | 0                 | 0                 | 17       | 0      | 2           | 0          |
| N. Körber         | 8             | 0             | 1             | 0             | 1                 | 0                 | 0                 | 0                 | 9        | 0      | 1           | 0          |
| P. Kühn           | 28            | 0             | 1             | 1             | 0                 | 0                 | 0                 | 0                 | 28       | 0      | 1           | 1          |
| T. Möller         | 0             | 0             | 0             | 0             | 0                 | 0                 | 0                 | 0                 | 0        | 0      | 0           | 0          |
| A. Ouahim         | 25            | 3             | 4             | 0             | 1                 | 0                 | 0                 | 0                 | 26       | 3      | 4           | 0          |
| N. Schmidt        | 25            | 5             | 6             | 0             | 0                 | 0                 | 0                 | 0                 | 25       | 5      | 6           | 0          |
| A. Sušac          | 8             | 0             | 0             | 0             | 0                 | 0                 | 0                 | 0                 | 8        | 0      | 0           | 0          |
| U. Taffertshofer  | 28            | 0             | 8             | 1             | 1                 | 0                 | 1                 | 0                 | 29       | 0      | 9           | 1          |
| H. Traoré         | 0             | 0             | 0             | 0             | 0                 | 0                 | 0                 | 0                 | 0        | 0      | 0           | 0          |
| M. Trapp          | 13            | 0             | 5             | 0             | 0                 | 0                 | 0                 | 0                 | 13       | 0      | 5           | 0          |
| K. Wolze          | 17            | 2             | 4             | 1             | 1                 | 0                 | 0                 | 0                 | 18       | 2      | 4           | 1          |
| J. van Aken       | 22            | 1             | 2             | 0             | 0                 | 0                 | 0                 | 0                 | 22       | 1      | 2           | 0          |
| M. Álvarez        | 29            | 13            | 5             | 0             | 1                 | 1                 | 0                 | 0                 | 30       | 14     | 5           | 0          |